# Dirti no
Dirti no è un singolo del cantautore italiano Rkomi, pubblicato il 23 maggio 2025 come quarto estratto dal quarto album in studio Decrescendo.

## Descrizione
Il brano, scritto dallo stesso rapper con Carlo Aprea e Dargen D'Amico, è prodotto da Shablo e Vincenzo Luca Faraone ed è stato pubblicato in concomitanza all'uscita dell'album Decrescendo.

## Tracce
Testi di Mirko Manuele Martorana, Carlo Aprea e Jacopo Matteo Luca D'Amico, musiche di Michele Corvino, Pablo Miguel Lombroni Capalbo, Pietro Celona, Pietro Posani e Vincenzo Luca Faraone.
1. Dirti no – 2:55

## Classifiche
| Classifica (2025) | Posizione massima |
| ----------------- | ----------------- |
| Italia            | 63                |